# Constantin Barbaros
Constantin (en grec : Κωνσταντῖνος), surnommé Barbaros (« le barbare »), est un eunuque byzantin qui atteint le poste de parakoimomène (chambellan en chef) de l'empereur Léon VI le Sage, prenant la place de Samonas, son ancien maître. Il détient à nouveau ce poste durant la régence de Zoé Carbonopsina en 913-919, lors de laquelle il joue un rôle important dans le gouvernement de l'empire. Toutefois, il perd sa position après qu'il a décidé de soutenir Léon Phocas l'Ancien dans sa rivalité avec Romain Lécapène pour la prise du trône impérial. Cependant, il est nommé au poste de primicerius par Lécapène.

## Biographie
Constantin est le fils d'un paysan ou d'un propriétaire terrien du nom de Métrios, originaire de Paphlagonie. Il est surnommé Barbaros sans que la raison ne soit très claire. La Vie de Basile le Jeune rapporte que cela reflète son origine étrangère, mais sa famille semble bien d'origine byzantine et cette explication pourrait être une tentative ultérieure de justifier le surnom. Il pourrait aussi s'agir d'une référence à ses origines modestes en Paphlagonie. Il est castré par son père alors qu'il est encore jeune, de manière à lui ouvrir une carrière à la cour impériale. Constantin a au moins une sœur, qui est mariée au général Léon Phocas l'Ancien et est une parente des eunuques Constantin Gongylès et Anastase Gongylès.
Constantin est mentionné pour la première fois dans les sources comme simple servant, certains historiens modernes estimant même qu'il a le statut d'esclave, bien que cela soit peu probable. Il est au service du magistros et kanikleios Basile, dont rien n'est connu. Par la suite, il entre au service de Samonas, le puissant chambellan impérial et ancien prisonnier de guerre arabe, lui aussi eunuque,. En devenant le favori de Léon VI, il a atteint le rang de patrice, qui est le plus important que peut atteindre un eunuque, ainsi que le poste de protovestiarite. En 907, il accède au poste de parakoimomène.
La même année, dans le but de s'attirer les faveurs de Zoé Carbonopsina, la quatrième femme de Léon, il se présente à elle avec Constantin comme cadeau. Le couple impérial apprécie rapidement Constantin, et Samonas s'inquiète rapidement à propos de sa propre influence et de sa position,. De ce fait, il essaie de calomnier Constantin en affirmant qu'il a eu une liaison avec l'impératrice. Dans un premier temps, Léon donne du crédit à ces accusations et Constantin est banni au sein du monastère Saint-Taraise, et c'est Samonas lui-même qui le tonsure. Toutefois, rapidement, Léon décide de pardonner à Constantin et le fait revenir au palais. Samonas élabore alors un nouveau stratagème. Avec son secrétaire, Constantin de Rhodes, il produit un pamphlet, supposément écrit par Constantin, insultant l'empereur. Il s'arrange ensuite pour que ce dernier le lise. Cependant, ses machinations sont révélées par l'un des conspirateurs, et Samonas est démis de ses fonctions, tonsuré et banni durant l'été 908. C'est Constantin qui lui succède comme parakoimomène, et Léon le gratifie d'un monastère à Nosiai, inauguré par l'empereur et le patriarche Euthyme en personnes,.
Constantin reste parakoimomène jusqu'à la mort de Léon mais il est congédié par Alexandre (règne de 912 à 913), le frère et successeur de Léon. Cependant, Zoé le rappelle alors qu'elle assume la régence de son jeune fils, Constantin VII, à l'automne 913. Peu après, Constantin accuse Théophylacte, le commandant de l'Hétairie, de complot pour faire couronner son frère. L'impératrice Zoé ne tarde pas à congédier Théophylacte. Lors du reste de sa régence, Constantin joue un rôle important dans la gouvernance de l'empire. Deux lettres du patriarche Nicolas Mystikos à Constantin montrent son implication dans l'administration fiscale, notamment l'exploitation des propriétés de l'Église au bénéfice du trésor impérial, ainsi que dans l'organisation de jeux comprenant des combats d'animaux, pour célébrer une alliance avec les Petchénègues. En ce qui concerne cet événement, le patriarche estime qu'il est hérétique et il demande à Constantin et aux autres principaux responsables de faire pénitence. Au cours de cette période (914-918), sa sœur décède et Nicolas Mystikos lui envoie une lettre de condoléances. Dans le De Administrando Imperio écrit par Constantin VII, il est précisé que Constantin Barbaros est congédié pour incompétence et est critiqué à propos de certaines de ses décisions sur des promotions et des nominations.
Après une série de lourdes défaites militaires dans une guerre contre les Bulgares, le régime de Zoé est fragilisé et la possibilité de siéger sur le trône s'ouvre pour d'ambitieux chefs militaires. Parmi eux figurent Léon Phocas, le beau-frère de Constantin, ainsi que Romain Lécapène, le commandant de la marine byzantine. Même si ces deux hommes tiennent une large part de responsabilité dans les défaites contre les Bulgares, ils contrôlent les seules forces militaires disponibles près de Constantinople. Selon les chroniqueurs byzantins, au cours de l'hiver 918-919 (ou 919-920), Constantin conduit des tractations pour assurer la montée au pouvoir de Phocas. Pressé par son tuteur Théodore, le jeune Constantin VII se tourne vers Lécapène pour obtenir du soutien. Hésitant au début, l'amiral accepte. Toutefois, il est possible que ce complot de Constantin ait été inventé de toutes pièces par les partisans de Romain Lécapène pour justifier l'ascension au pouvoir de ce dernier. Même si l'alliance entre Romain et le jeune empereur est rapidement connue dans la capitale, Constantin n'y prête pas attention. Ainsi, quand il se rend en personne pour visiter les navires de la flotte, il est fait prisonnier par les hommes de Lécapène. Quand l'impératrice se rend au port pour connaître les raisons de cette arrestation, Théodore lui répond que Léon Phocas a ruiné l'empire en raison de ses défaites contre les Bulgares et que Constantin ruine le palais. Ce coup d'État sans effusion de sang est un succès. Nicolas Mystikos est nommé comme régent à la place de Zoé et il décide de congédier Léon Phocas de son poste de domestique des Scholes. Toutefois, alors que le patriarche essaie de réduire l'influence de Lécapène, l'amiral s'empare du port du Boucoléon le 25 mars et contraint le patriarche à quitter le palais. Si Constantin VII récupère en façade l'entièreté du pouvoir, c'est en réalité Lécapène et ses partisans qui sont aux commandes de l'empire. Quant à Constantin Barbaros, il est autorisé à garder sa position au début mais uniquement après avoir juré fidélité et avoir écrit des lettres à son beau-frère, lui intimant de ne pas se révolter. Toutefois, cela s'avère insuffisant car Léon Phocas se révolte en octobre 920. Les sources rapportent que le parakoimomène soutient sa prétention au trône, ce qui est peu probable étant donné qu'il n'est pas puni après l'échec de la rébellion de Léon Phocas,.
Selon la Vie de Basile le Jeune, Constantin conserve le rang de primicerius au cours de la dernière moitié du règne de Romain Lécapène, entre 931 et 944. Il peut aussi conserver son palais près d'Arcadianae, construit pour lui sur les deniers impériaux lorsqu'il était parakoimomène. L'hagiographie rapporte que Constantin a hébergé Basile chez lui pendant plusieurs années jusqu'à sa mort. Là, Basile dispose de quartiers propres où il reçoit ses invités et effectue des « guérisons miraculeuses », ce qui lui permet d'être connu auprès de plusieurs hauts personnages de l'empire, dont Romain Lécapène et l'impératrice Hélène Lécapène. À la mort de Basile en 944 (ou 952), Constantin est toujours en vie.